# Resident Evil (игра, 1996)
Resident Evil (оригинальное название в Японии — Bio hazard, локализованное название в России — «Обитель зла») — видеоигра в жанре survival horror, разработанная и выпущенная японской компанией Capcom для PlayStation в 1996 году. Позже игра также была выпущена для Windows и Sega Saturn. Это первая игра в серии Resident Evil. Герои игры, американские полицейские Крис Редфилд и Джилл Валентайн оказываются в мрачном особняке, кишащем зомби и другими чудовищами, и должны спастись оттуда.
Игра разрабатывалась под руководством продюсера Токуро Фудзивары первоначально как ремейк хоррор-игры 1989 года Sweet Home. Позже работу над игрой возглавил Синдзи Миками. Проект несколько раз кардинально перерабатывали — Resident Evil сначала разрабатывали для Super Nintendo Entertainment System, потом для PlayStation как полностью трёхмерную игру от первого лица, потом как игру от третьего лица, схожую с Alone in the Dark. Геймплей Resident Evil сочетает экшн-сцены, исследование особняка и решение различных головоломок. Многие инновационные механики и приёмы, введённые в игре, в последующие годы воспроизводились и в следующих играх серии, и в играх других разработчиков — Resident Evil стала важной вехой в истории жанра survival horror и образцом для подражания.
Resident Evil получила исключительно высокие оценки прессы — обозреватели хвалили графику, геймплей, звуковое сопровождение и атмосферу игры. Она также добилась огромного для 1990-х годов коммерческого успеха — к декабрю 1997 года продажи игры превысили 4 миллиона копий. Resident Evil породила обширную медиафраншизу, включающую в себя игры для разных платформ, художественные фильмы, комиксы, книги и другие произведения. В 1998 году была выпущена игра-продолжение Resident Evil 2. В 2002 году были выпущены ремейк Resident Evil и приквел Resident Evil Zero, первоначально для GameCube, позже и на других платформах. Успех Resident Evil также подстегнул интерес к теме зомби в массовой культуре, спровоцировав новую волну фильмов о зомби.

## Сюжет
24 июля 1998 года. В окрестностях города Раккун-Сити начали происходить чудовищные убийства. В полицейских рапортах указывалось, что нападения совершались большими группами, а жертвы были как будто съедены. Полиции не удалось найти убийц, и тогда к делу привлекли специальный отряд «S.T.A.R.S.» (англ. Special Tactics And Rescue Service — Специальный Тактический Спасательный Отряд), разбитый на команды «Альфа» и «Браво».
Сначала на расследование отправляется команда «Браво», с которой вскоре теряется связь. После этого на их поиски посылают команду «Альфа». Во время облёта местности, где с командой «Браво» была потеряна связь, бойцы команды «Альфа» замечают столб дыма, исходящий с земли, и принимают решение высадиться. После высадки члены отряда осторожно осматривают территорию. Выясняется, что дым шёл от вертолёта команды «Браво», однако найти самих членов команды им не удаётся, что также странно, в вертолёте лежит их нетронутое снаряжение. Прочёсывая местность, группа натыкается на стаю агрессивных собак, которая насмерть загрызает одного из членов команды. Отстреливаясь от стаи, группа пытается эвакуироваться, однако пилот вертолёта Брэд Викерс, услышав выстрелы, теряет самообладание и улетает, бросив команду. «Альфа», не имея другого выхода, спасаются бегством, направляясь к расположенному рядом особняку.
Укрывшись в особняке, оставшиеся члены отряда приступают к его исследованию. Оказывается, что в самом особняке не менее опасно, чем за его пределами. Комнаты и коридоры его таят в себе смертельную опасность в виде смертоносных зомби, а также результатов каких-то чудовищных экспериментов в виде изуродованных псов-церберов, огромных пауков и ящероподобных существ. Также, в особняке оказывается множество потайных комнат и скрытых механизмов, которые требуют к себе особый подход. Помимо пугающих существ и загадок, герои находят то, что осталось от команды «Браво». Но, как оказалась, основная тайна крылась не в самом особняке, а в прилежащем саду, под которым оказываются катакомбы. В них герои находят последнего члена команды «Браво» — Энрико Марини. Но прежде чем погибнуть от пули неизвестного убийцы, Энрико успевает сказать что-то про двойного агента и сказать последнее слово — «Амбрелла».
Преследуя убийцу, герои попадают в другую часть сада. Там они находят потайной проход к лифту, который приводит их в подземный комплекс. В нём героям вновь приходится столкнуться с зараженными учёными, а также новыми результатами экспериментов. Из найденных данных становится понятно, что «Амбрелла» — название корпорации, которая занимается проведением опытов и выведением образцов био-органического оружия. Оставшиеся члены отряда добираются до финальной лаборатории, где находят того самого двойного агента и убийцу — командира отряда, Альберта Вескера. Вескер оказывается тайным агентом корпорации, чьим заданием был сбор сведений, а также проверка био-оружия непосредственно на членах отрядов «S.T.A.R.S.». Дабы закончить начатое, Вескер высвобождает главное творение корпорации — Тирана — суперсолдата, выведенного корпорацией с целью получить управляемое био-оружие. Однако процесс программирования существа не завершен, поэтому Тиран убивает Вескера, а затем пытается достать и героев. Последние обезвреживают монстра и бегут с базы, перед этим запустив систему самоуничтожения.
Выбравшись на вертолетную площадку, члены отряда посылают сигнальную ракету. За ними прилетает сбежавший в начале Брэд Викерс. В этот момент на площадке появляется живой Тиран, который стал куда более смертоносным, чем раньше. Герои пытаются победить существо, однако силы не равны. Тогда Брэд сбрасывает на площадку ракетницу, с помощью которой герои раз и навсегда уничтожают Тирана. Выжившие улетают на вертолете, оставив позади себя разрушенные базу и особняк.

## Игровой процесс
В Resident Evil игрок управляет персонажем-полицейским отряда «Альфа» на выбор: это может быть сильный и быстрый Крис Редфилд или ловкая и выносливая Джилл Валентайн. С помощью выбранного персонажа игрок исследует наполненный враждебными зомби и мутантами особняк; конечная цель игры — разгадать тайну особняка и спастись из него. Некоторые части особняка изначально недоступны для игрока — чтобы попасть туда, нужно разгадать головоломки, победить определённых противников или добыть в другой части особняка ключевые предметы, позволяющие продвинуться дальше по игре. Игровой персонаж может переносить лишь ограниченное количество предметов за раз, и каждый предмет занимает одну ячейку в инвентаре персонажа; при этом у Джилл на 2 ячейки для предметов больше, чем у Криса. От выбранного персонажа зависят стиль прохождения и доступная персонажу экипировка, например Джилл может использовать набор отмычек, когда как Крису приходится для открывания замков искать ключи. В особняке присутствует несколько больших сундуков, куда игрок может сложить ненужные на данный момент вещи. При этом, если игрок положил какой-либо предмет в один сундук, то он может взять этот предмет уже из другого.
Игрок должен следить за очками здоровья персонажа — если они снизятся до нуля, персонаж погибнет. Чтобы восстановить здоровье, игрок должен искать в игре особые предметы — спрей первой помощи и травы разных цветов: зелёные, красные и синие. Смешивая травы в различных комбинациях и пропорциях, игрок может получить усиленные предметы, восстанавливающие больше здоровья или устраняющих отравление. Использование спреев накладывает штраф на очки, начисляемые по прохождении игры, и некоторые награды за прохождение — как ракетомёт «M-66» — игрок может получить только в том случае, если ни разу не пользовался спреями.

## Разработка
Разработкой игры занималась команда, позднее ставшая известной как Capcom Production Studio 4. Источником вдохновения для команды стал их собственный хоррор Sweet Home по одноимённому фильму. Изначально игра должна была стать ремейком Sweet Home, а саму разработку поручили будущему «отцу» сериала, Синдзи Миками, однако компании не удалось договориться с правообладателем фильма. Первые полгода Миками трудился в одиночку, создавал концепты и писал сценарий для будущей игры. При выборе места действия разработчики вдохновились культовым фильмом ужасов «Сияние» режиссёра Стэнли Кубрика. По изначальной задумке игра была шутером от первого лица, однако позже игровую механику решено было заменить на ту, что присутствовала в играх серии Alone in the Dark. Миками сказал, что концепция вида от первого лица была «недостаточно хороша технически».
На раннем этапе разработки были иные персонажи. К уже знакомым Джилл и Крису добавили афроамериканца Дьюи, который был довольно «комичным» персонажем, а также Гелзера, большого киборга, который играл роль классического «большого парня». Позже их заменили на Ребекку Чемберс и Барри Бертона. Также планировалась кооперативная игра. Для фестиваля V-Jump Festival был сделан прототип игры, однако оттуда кооператив был уже вырезан. В различных игровых журналах тех лет можно увидеть, что на стадии прототипа игра имела некоторые отличия от финала.
Почти вся разработка велась на базе компьютеров Silicon Graphics с применением программного обеспечения Autodesk Softimage. В качестве ведущей платформы была выбрана Sony PlayStation, так как команда считала, что это самая подходящая платформа для игры с подобным числом полигонов. Ролики были сняты в Японии с участием американских актёров. Японская версия была выпущена с английским озвучиванием и японским текстом. Тем не менее, японское озвучивание все же присутствовало в файлах игры. Также, в японской версии присутствует заключительная песня в исполнении Фумитака Футигами, чего нет в других версиях.
Оригинальное японское издание носило имя Bio Hazard (яп. バイオ ハザード Baio Hazādo). Когда первую часть игры собрались выпускать в Америке, сотрудник американского отделения Capcom Крис Крамер обратил внимание маркетологов на тот факт, что бренд Biohazard в США уже зарегистрирован. В 1993 году вышла одноимённая игра для DOS, а в Нью-Йорке выступала хардкорная панк-группа с тем же наименованием. В силу данных обстоятельств, необходимо было придумать новое название, поиск которого производился на конкурсной основе. Победителем оказался дизайнер американской студии Capcom Digital с вариантом Resident Evil. Разработчики решили, что прилагательное resident (рус. «долго живущий», «постоянно присутствующий») созвучно с существительным «резиденция», а события игры целиком происходят в особняке. Крамер отозвался о данном названии, как о «ещё более дурацком, чем Bio Hazard» и голосовал против.

## Издания

### Director’s Cut
Обновлённая версия Resident Evil на Sony PlayStation, названная Resident Evil: Director’s Cut, была выпущена в сентябре 1997 года — через 18 месяцев после выхода оригинальной версии. Планировались удаления цензуры с кровавых сцен, стоявшие в европейской и северо-американской версиях игры. В версиях с цензурой видеоролик чёрно-белый, Крис не закуривает сигарету, когда его представляют, из многих роликов вырезаны фрагменты, например, в ролике про первого зомби больше нет оторванной головы Кеннета. В начале игры можно выбрать один из трех уровней сложности:
- «Original» —  «Оригинальный». Средний уровень сложности, тот же, что и в обычном Resident Evil.
- «Beginner» — «Новичок». Низкий, либо тренировочный уровень сложности: количество патронов удваивается, враги становятся слабее.
- «Arrange» —  «Обновлённый». Изменённый и самый сложный уровень сложности. Если в меню выбора сложности навести курсор на эту сложность и зажать стрелку вправо, надпись позеленеет, и количество патронов в игре удвоится и враги станут слабее — по сути получится низкая сложность.

Новый режим «Arrange» сильно меняет игровой процесс, так как разработчиками было внесено ряд изменений, призванных усложнить прохождение более опытным игрокам, игравшим в оригинальную версию. Расположение подбираемых предметов было изменено. В большинстве комнат изменён ракурс камеры, в некоторых из них появились новые, ранее не встречавшиеся там противники, а их общее количество увеличилось. Сами противники стали сильнее, а здоровье протагонистов уменьшено, и если вовремя не отцепить укусившего зомби, то он убьёт героя за считанные секунды. Вместе с тем, в снаряжении персонажей изначально доступен пистолет Beretta 92FS Custom вместо стандартного, который способен при попадании в голову уничтожить зомби в 50 % случаев.

### DualShock Version
По сути, издание идентично оригинальному Director’s Cut. Была добавлена поддержка аналогового контроллера DualShock. Кроме того, был полностью заменён саундтрек. Вместо музыки от Масами Уэды была добавлена музыка, приписанная Мамору Самураготи (фактически саундтрек к этой версии был написан Такаси Ниигаки). В комплект японского издания «Director’s Cut DualShock» входит бонусный диск, включающий в себя сохранения для всех вышедших на тот момент частей серии, катсцены с японской озвучкой, а также ролики из ранней версии Resident Evil 2 (более известной как Resident Evil 1.5).

### Sega Saturn
Издание содержит также бонусную мини-игру «Battle Game», в которой игрок должен пройти через ряд комнат из основного сюжета и устранить в них всех врагов с выбранным оружием. Мини-игра включает двух эксклюзивных врагов: позолоченного Тирана и зомбированного Вескера. В конце мини-игры оценивается эффективность игрока. Издание содержит дополнительных монстров, таких как эксклюзивные охотники и второй Тиран, появляющийся до финальной схватки. Версия для Sega Saturn содержит бонусные костюмы для Джилл и Криса.

### Microsoft Windows
Издание для Windows содержит кадры из японской версии, не подвергшиеся цензуре. Однако начальный ролик, в отличие от оригинала, был выполнен цветным, а не чёрно-белым. Разработчики добавили поддержку 3D-ускорителей, с помощью которых можно добиться более чёткой графики. Также были добавлены новые бонусные костюмы и два бонусных оружия — MAC-10 для Джилл и FN Minimi для Криса.

### Неизданный порт для Gameboy Color
Capcom планировала создать версию игры для Game Boy Color. Однако, в 2000 году разработка игры была прекращена. По заявлению самой Capcom причиной отмены стало «плохое качество порта». Позднее, в 2001 году для этой платформы была выпущена игра Resident Evil Gaiden.

### Deadly Silence
Порт для Nintendo DS, Resident Evil: Deadly Silence (в Японии — Biohazard: Deadly Silence) был выпущен к ознаменованной десятой годовщины серии. Deadly Silence включает в себя «Классический режим», оригинальную игру с минимальными улучшениями и поддержкой сенсорного экрана, а также «Режим возрождения», содержащий большее количество врагов и серию новых головоломок, использующих возможности платформы.
В игре используется двухэкранный дисплей: верхний экран используется для отображения карты, а также оставшихся боеприпасов и здоровья игрока (определяется цветом фона); в то время как нижний экран отображает основное действие и может быть переключен для отображения инвентаря игрока. Версия для DS также включает в себя обновленную игровую механику: поворот на 180 градусов, представленный в Resident Evil 3: Nemesis, а также кнопку для выбора ножа и тактическую перезагрузку из Resident Evil 4. Обновленные элементы управления применимы как к классическому режиму, так и к режиму возрождения. Как и в версии для ПК, анимацию дверей можно пропустить так же, как и кат-сцены. Кадры с живым действием по-прежнему подверглись цензуре, даже в японской версии игры; однако сцена, показывающая отрубленную голову Кеннета, была сохранена.
В «Возрождении» добавлены новые головоломки, которые используют сенсорный экран системы. Также добавлены последовательности «Битвы на ножах», от первого лица, в которых игрок должен отбиваться от приближающихся врагов, размахивая ножом с помощью стилуса. Одна конкретная головоломка требует, чтобы игрок реанимировал раненого товарища, подув во встроенный микрофон. Игрок также может отбиваться от врагов с помощью сенсорного экрана, выполняя атаки ближнего боя.
Игра также включает в себя поддержку многопользовательской игры до четырёх игроков с двумя различными режимами. Первый — это кооперативный режим, в котором каждый игрок должен помогать друг другу решать головоломки и вместе бежать из особняка. Другой — соревновательный режим, в котором цель состоит в том, чтобы набрать наибольшее количество очков из всех игроков, уничтожив наибольшее количество монстров, причем более жёсткие монстры стоят больше очков. Есть три игровых многопользовательских этапа и девять игровых персонажей.

## Отзывы
| Сводный рейтинг                                 | Сводный рейтинг                                                                                    | Сводный рейтинг                                                                                    | Сводный рейтинг                                                                                    | Сводный рейтинг                                                                                    |
| Издание                                         | Оценка                                                                                             | Оценка                                                                                             | Оценка                                                                                             | Оценка                                                                                             |
| Издание                                         | DS                                                                                                 | PC                                                                                                 | PS                                                                                                 | Saturn                                                                                             |
| ----------------------------------------------- | -------------------------------------------------------------------------------------------------- | -------------------------------------------------------------------------------------------------- | -------------------------------------------------------------------------------------------------- | -------------------------------------------------------------------------------------------------- |
| GameRankings                                    | 71,26 %                                                                                            | 80 %                                                                                               | 87,23 % (Director's Cut) 76 %                                                                      | N/A                                                                                                |
| Metacritic                                      | 71/100                                                                                             | N/A                                                                                                | 91/100                                                                                             | N/A                                                                                                |
| Иноязычные издания                              | | | | |
| Издание                                         | Оценка                                                                                             | Оценка                                                                                             | Оценка                                                                                             | Оценка                                                                                             |
| Издание                                         | DS                                                                                                 | PC                                                                                                 | PS                                                                                                 | Saturn                                                                                             |
| 1UP.com                                         | B                                                                                                  | N/A                                                                                                | N/A                                                                                                | N/A                                                                                                |
| AllGame                                         | N/A                                                                                                | [ 15 ]                                                                                             | [ 16 ]                                                                                             | [ 17 ]                                                                                             |
| CVG                                             | N/A                                                                                                | N/A                                                                                                | [ 18 ]                                                                                             | [ 19 ]                                                                                             |
| EGM                                             | N/A                                                                                                | N/A                                                                                                | 35,5/40 (Director's Cut) 17.5/40                                                                   | 32/40                                                                                              |
| Famitsu                                         | 32/40                                                                                              | N/A                                                                                                | 38/40                                                                                              | 32/40                                                                                              |
| GameFan                                         | N/A                                                                                                | N/A                                                                                                | 294/300                                                                                            | 262/300                                                                                            |
| Game Informer                                   | N/A                                                                                                | N/A                                                                                                | 9,25/10                                                                                            | 9/10                                                                                               |
| GameRevolution                                  | N/A                                                                                                | A-                                                                                                 | A                                                                                                  | N/A                                                                                                |
| GamesMaster                                     | N/A                                                                                                | N/A                                                                                                | N/A                                                                                                | 92 %                                                                                               |
| GameSpot                                        | 7,9/10                                                                                             | 7,2/10                                                                                             | 8,2/10 (Director's Cut) 6,9/10                                                                     | 7,3/10                                                                                             |
| GameSpy                                         | [ 38 ]                                                                                             | N/A                                                                                                | N/A                                                                                                | N/A                                                                                                |
| IGN                                             | 7,0/10                                                                                             | N/A                                                                                                | 8,7/10 (Director's Cut) 8,9/10                                                                     | N/A                                                                                                |
| Next Generation                                 | N/A                                                                                                | N/A                                                                                                | [ 42 ] [ 43 ]                                                                                      | N/A                                                                                                |
| Entertainment Weekly                            | N/A                                                                                                | N/A                                                                                                | A                                                                                                  | N/A                                                                                                |
| Maximum                                         | N/A                                                                                                | N/A                                                                                                | [ 45 ]                                                                                             | N/A                                                                                                |
| Sega Saturn Magazine                            | N/A                                                                                                | N/A                                                                                                | N/A                                                                                                | 94 %                                                                                               |
| Награды                                         | | | | |
| Издание                                         | Награда                                                                                            | Награда                                                                                            | Награда                                                                                            | Награда                                                                                            |
| Electronic Gaming Monthly (Readers' Picks)      | Game of the Year (Runner-Up), PlayStation Game of the Year, Adventure Game of the Year (Runner-Up) | Game of the Year (Runner-Up), PlayStation Game of the Year, Adventure Game of the Year (Runner-Up) | Game of the Year (Runner-Up), PlayStation Game of the Year, Adventure Game of the Year (Runner-Up) | Game of the Year (Runner-Up), PlayStation Game of the Year, Adventure Game of the Year (Runner-Up) |
| Electronic Gaming Monthly (Editors' Choice)     | PlayStation Game of the Year (Runner-Up), Adventure Game of the Year (Runner-Up)                   | PlayStation Game of the Year (Runner-Up), Adventure Game of the Year (Runner-Up)                   | PlayStation Game of the Year (Runner-Up), Adventure Game of the Year (Runner-Up)                   | PlayStation Game of the Year (Runner-Up), Adventure Game of the Year (Runner-Up)                   |
| 5th GameFan Megawards                           | Game of the Year (Runner-Up)                                                                       | Game of the Year (Runner-Up)                                                                       | Game of the Year (Runner-Up)                                                                       | Game of the Year (Runner-Up)                                                                       |
| Electronic Gaming Monthly                       | Game of the Month                                                                                  | Game of the Month                                                                                  | Game of the Month                                                                                  | Game of the Month                                                                                  |
| GameFan                                         | Game of the Month                                                                                  | Game of the Month                                                                                  | Game of the Month                                                                                  | Game of the Month                                                                                  |
| Sony Computer Entertainment (Consumer's Choice) | Best PlayStation Game Overall                                                                      | Best PlayStation Game Overall                                                                      | Best PlayStation Game Overall                                                                      | Best PlayStation Game Overall                                                                      |

Игра стала бестселлером для консоли PlayStation в Северной Америке и Великобритании. В общей сложности, оригинальное издание игры разошлось тиражом свыше 5 миллионов копий. Издание Director’s Cut, включая версию с поддержкой DualShock, принесли дополнительные 3,94 миллиона копий. Игра стала самой продаваемой игрой для PlayStation 1997 года. К 2013 году версии для PlayStation и GameCube разошлись в общей сложности тиражом в 11 миллионов копий. Ещё один миллион копий принесло HD-переиздание для всех платформ. Общие продажи составляют 12 миллионов копий.
Оригинальная игра получила хвалебные отзывы от критиков, получив очень высокий балл и рейтинг 91 из 100 на Metacritic. GameSpot отметили, что «за игрой также интересно наблюдать, как и играть в неё». Famitsu присудили игре 38 баллов из 40, что сделало Resident Evil одной из самых хорошо оценённых изданием игр в 1996 году (наряду с Super Mario 64 и Tekken 2). Computer Gaming World дали более сдержанную оценку компьютерной версии, высказавшись, что «они ненавидят эту игру за графическое насилие, сексизм, плохое озвучивание и использование каждого клише из ужастиков… но в целом это весело».
Игра ввела сам термин жанра survival horror. Игра получила 91 место в списке лучших игр всех времен по мнению Next Generation, за то, что «пересматривает жанр, начавшийся с Alone in the Dark». В 2007 году, Game Informer назвал Resident Evil одной из важнейших игр всех времен. В 2012 году Time назвали игру одной из 100 величайших игр всех времен. В 2004 году читатели Retro Gamer дали игре 37 место в топе, назвав игру «одной из лучших хоррор-игр из когда-либо выпущенных», добавив, что игра «полная потрясений, неожиданностей и прекрасных отвратительных би-муви диалогов, является игровым эквивалентом «Ночи живых мертвецов»».

## Ремейк

### Издание для GameCube
Ремейк Resident Evil был первоначально издан в 2002 году для платформы GameCube. Выпуск являлся частью эксклюзивного соглашения между Nintendo и Capcom, включавший издание игр Resident Evil для GameCube, причём если другие игры серии были просто портами оригинальных изданий на новой платформе, то для первой игры Синдзи Миками решил сделать ремейк, так как считал, что вышедшая пять лет назад игра «плохо сохранилась». В итоге, по его заявлениям, в ремейке от оригинальной версии осталось не более 30 % окружения. В игру были добавлены новые враги и оружие, а сам особняк был значительно расширен, в нём появились новые помещения и головоломки.
Продажи игры превысили 1,35 млн копий.

### Издание для Wii
Переиздание вышедшего в 2002 ремейка Resident Evil было выпущено для платформы Wii в Японии 25 декабря 2008 года. Как и в предыдущем издании Resident Evil Zero для Wii, в этой игре были сделаны минимальные изменения в процессе перехода на платформу Wii. В Европе и Северной Америке версия появилась в июне 2009 года под названием Resident Evil Archives: Resident Evil.

### Издание для PlayStation 3, PlayStation 4, Xbox One и Windows
27 ноября 2014 года компания Capcom выпустила в продажу ремастеринговое HD-переиздание ремейка Resident Evil для PlayStation 3 и Xbox 360, а также 20 января 2015 года для Windows, PlayStation 4 и Xbox One.
На PlayStation 4, Xbox One и Windows игра поддерживает разрешение 1080p, а на консолях предыдущего поколения — 720p. PC-версия ремейка также содержит расширенные опции для настройки частоты кадров.
В игре представлен обновленный звук с поддержкой технологии 5.1 и вернулись все оригинальные уровни сложности (плюс один новый — «Очень легко»). В любой момент можно переключаться между соотношениями сторон 4:3 и 16:9.